# London Lions
Os London Lions são uma equipa independente e profissional de hóquei no gelo em Londres, Inglaterra, que jogou 72 jogos durante a época de 1973-74 contra as equipas de top europeias de hóquei no gelo. Começou pelo dono dos Detroit Red Wings, Bruce Norris, com uma visão de construir uma equipa para se juntar à Liga Nacional de Hóquei (NHL). O vice-presidente da equipa era John Ziegler, que acabou por se tornar presidente na NHL em 1977.
Os Lions jogaram os seus jogos em casa na Arena Wembley e tiveram um recorde de 52 vitórias, 13 derrotas e 7 empates. Percorreram a Europa para promover a liga europeia de hóquei profissional originalmente calendarizada para começar na época de 1974-75. Os planos originais para esta nova liga era ter as equipas principais na Taça Stanley contra as tradicionais equipas NHL da América do Norte. A equipa nunca teve apoio e não chegou a começar a jogar.
A equipa tem este nome devido a uns anteriores London Lions, fundados em 1924 por Blane Sexton, que jogaram em Westminster desde 1927, depois em Golders Green e Hammersmith Palais até 1933, quando se moveram para a Arena Wembley como Wembley Lions. Em 1930, ganharam o primeiro campeonato inglês.
Falou-se sobre o regresso dos London Lions em 2015/2016 para a época da Liga de Elite de Hóquei no Gelo.